# Sina Ataeian Dena
Sina Ataeian Dena, född 1983 i Ahvaz, Iran, är en iransk-tysk filmregissör, manusförfattare, filmproducent och konstnär.

## Filmregissör
Sina Ataeian Dena studerade filmregi vid Sooreh University of Art i Tehran. 2009 vann hans animerade kortfilm "Especially Music" den internationella tävlingen under Tehran International Short Film Festival. Sina Ataeian Dena färdigställde sedan sin första långfilm Paradise (originaltitel: Ma dar behesht). Han var ansvarig för att skriva, regissera och producera filmen tillsammans med sin produktionspartner Yousef Panahi. Filminspelningen tog tre år att slutföra eftersom filmen inte fick officiellt inspelningstillstånd eller statlig finansiering i Iran. Paradise är ett drama om subliminalt våld som kretsar kring en ung kvinnas liv i dagens Teheran och som arbetar på en flickskola i förorten. Paradise hade världspremiär 2015 i huvudtävlingen under den 68:e upplagan av Locarno Film Festival. Den var nominerad till Golden Leopard och fick priset Prize of the Ecumenical Jury och  Swatch Art Peace Hotel Award. Paradise har senare visats på ett antal internationella filmfestivaler och vunnit flera nomineringar och priser. På den 15:e upplagan av Marrakech International Film Festival gav juryns presidenten Francis Ford Coppola Sina Ataeian Dena priset Special Jury Award för Paradise.
Snoeck Publishing publicerade 2018 Paradise Handbook, som beskriver de subversiva strategier som används i filmen för att kringgå den repressiva regimens restriktioner.
2023 var Dena producent och dramaturgisk rådgivare för det iranska sociala dramat Critical Zone, regisserad av Ali Ahmadzadeh. Båda fick priset Golden Leopard för bästa film på Locarno Film Festival. Ataeian fick ensam acceptera priset eftersom  Ahmadzadeh inte fick komma in i Schengenområdet. I sitt tal tog Ataeian Dena upp om den centrala roll som konstnärer har i repressiva system och efterlyste solidaritet och yttrandefrihet. Talet fick ett stort mottagande. Filmen vann ytterligare utmärkelser., till exempel på Haifa International Film Festival och Batumi International Art-House Film Festival.
Ataeian Dena var associerad producent och dramaturgisk rådgivare för Steffi Niederzolls dokumentär Seven Winters in Tehran om Reyhaneh Jabbari liv och hennes kamp för kvinnors rättigheter. Filmen vann ett flertal priser, inklusive Compass Perspective Award och Peace Film Award vid Berlinale 2023, F:act Award när filmen hade internationella premiär vid CPH:DOX samt Bavarian Film Award 2024.
Tillsammans med Kia Ataiean Dena är han medförfattare till Henner Wincklers nya film Science of happiness. Hans senaste verk Wolves, där han är manusförfattare och regissör, är det första animerade serieprojektet på Berlinale Co-Production Market. Han är också en av grundarna av filmproduktionsbolaget counterintuitive film.
Ataeian Dena undervisar vid Deutsche Film- und Fernsehakademie (DFFB, German Film and Television Academy) och vid Berlin University of the Arts (UdK). Han håller seminarier i kreativt skrivande, dramaturgi och performance såväl som datorgenererade animeringstekniker.

## Konstnär
Under 2018 ställde  Ataeian Dena ut fotografier och videoinstallationen "Altering Realities" på utställningen "Hidden Secret" tillsammans med verk av konstnärerna Francis Alys och !Mediengruppe Bitnik på det samtida konstgalleriet Villa Merkel i Tyskland. Videoinstallationen "Home" presenterades av Ataeian Dena 2018 som en del av montern "Studio Bosporus" på museet för samtidskonst Hamburger Bahnhof, Berlin.
2016, 2017 och 2018 fick Sina Ataeian Dena stipendier från Goethe-Institut för konstnärsresidenset Kulturakademie Tarabya i Istanbul. 2018/2019 var han stipendiat på konstnärsresidenset Swatch Art Peace Hotel i Shanghai. Nu bor han i Berlin.
Ataeian Dena är medgrundare till det offentliga performance-kollektivet Exhilium, som grundades 2020 och som bland andra var representerat på Karneval der Kulturen.
Hans provokativa konstverk om miljökatastroferna i hemstaden Ahvaz och på andra platser i världen har väckt uppmärksamhet. Ataeian Denas videokonst, målningar och fotografier har ställts ut på kända museer för samtidskonst såsom Staatliche Kunsthalle Baden-Baden och Künstlerhaus Bethanien, samt konstgallerier som SOMA gallery Berlin.

## Filmografi (urval)

### Regissör, manusförfattare och producent
- 2015: Paradise
- 2013: Wind in the Alley (Videokonst)
- 2013: Homo (Videokonst)
- 2006: Third Gender (Dokumentär)
- 2004: Freak out (Videokonst)

### Regissör och manusförfattare
- 2012: Arghaj (Dokumentär)
- 2010: Life Tuning (Dokumentär)
- 2009: Especially Music (Animerad kortfilm)
- 2009: Yar-e-dar (Animerad kortfilm)

### Dramaturgisk rådgivare och producent
- 2023: Critical Zone
- 2023: Seven Winters in Tehran